# Rockstar Games
Rockstar Games, Inc. je americké herní vydavatelství sídlící v New Yorku. Firma byla založena v prosinci 1998 jako dceřiná společnost Take-Two Interactive a využívala prostředků zaniklé společnosti BMG Interactive, kterou odkoupilo Take-Two. Zakládajícími členy společnosti byli Sam a Dan Houser, Terry Donovan a Jamie King. King v té době pracoval pro Take-Two a bratři Houserové byli vedoucími pracovníky BMG Interactive. Prezidentem Rockstar Games je Sam Houser.
Od roku 1999 společnost Take-Two odkoupila či založila několik studií, které se staly součástí Rockstar Games. Prvním takovým studiem se v roce 1999 stalo Rockstar Canada (později přejmenované na Rockstar Toronto), přičemž nejnovějším studiem je Rockstar Dundee, jež bylo odkoupeno v roce 2020. Všechna studia pod Rockstar Games mají ve svém názvu jméno a logo „Rockstaru“. V souvislosti s tím je Rockstar Games někdy označováno jako Rockstar New York, Rockstar NY nebo Rockstar NYC. Rockstar Games také provozuje studio sídlící v Bethpagi, které se zabývá technikou motion capture.
Rockstar Games vydává převážně akční adventury, úspěšnými se však staly i závodní videohry. Jednou z takovýchto akčně-dobrodružných franšíz je Grand Theft Auto, které Rockstar Games získalo po převzetí společnosti BMG Interactive, jež vydala původní díl v roce 1997. Zatím posledním dílem v sérii je Grand Theft Auto V, které od svého vydání v září 2013 prodalo 150 milionů kusů, čímž se stalo druhou nejprodávanější hrou všech dob. Mezi další populární franšízy od Rockstar Games lze zařadit Red Dead, Midnight Club, Max Payne a Manhunt.

## Historie

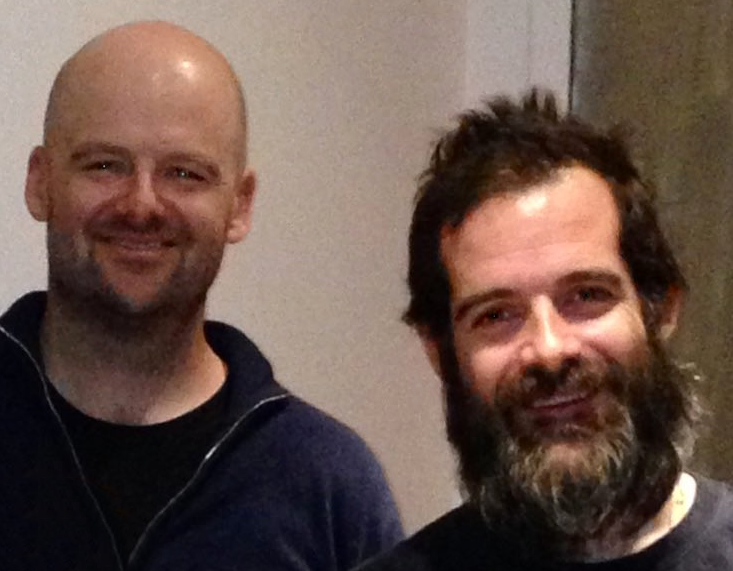
Bratři Dan (vlevo) a Sam Houserovi (vpravo) jsou spoluzakladateli Rockstar Games. Dan opustil společnost v roce 2020 a Sam je jejím prezidentem.

Dne 12. března 1998 společnost Take-Two Interactive oznámila, že koupila aktiva britského herního vydavatele BMG Interactive od BMG Entertainment, divize společnosti Bertelsmann. Výměnou mělo BMG Entertainment získat od Take-Two 1,85 milionu kmenových akcií (přibližně 16 %). Díky této akvizici získalo Take-Two několik duševních vlastnictví BMG Interactive, a to například videohry Grand Theft Auto a Space Station Silicon Valley studia DMA Design. Dohoda byla uzavřena 25. března téhož roku. Postupem času se tři výkonní pracovníci z BMG Interactive, Sam Houser, Dan Houser a Jamie King, a Terry Donovan z vydavatelství Arista Records společnosti BMG Entertainment přestěhovali do New Yorku, aby zde pracovali pro Take-Two Interactive. V souvislosti s restrukturalizací, jež byla oznámena v dubnu, byl Sam Houser jmenován viceprezidentem světového produktového vývoje společnosti Take-Two. V prosinci 1998 založili bratři Houserovi, Donovan a King obchodní značku Rockstar Games; zformování bylo formálně ohlášeno 22. ledna 1999.
V lednu 2007 Take-Two oznámilo, že Donovan, jenž byl do té doby jednatelem Rockstar Games, opustil společnost po čtyřměsíční dovolené. Nahradil jej Gary Dale, který se stal COO. Dale dříve pracoval s bratry Houserovými a Kingem ve společnosti BMG Interactive, ale odešel z ní poté, co ji odkoupilo Take-Two Interactive. V roce 2003 byl zaměstnán ve firmě Capcom jako generální ředitel evropských operací.
K únoru 2014 prodaly všechny tituly Rockstar Games více než 250 milionů kopií, přičemž největší franšíza Grand Theft Auto sama o sobě prodala k listopadu 2016 nejméně 250 milionů kopií. Hra Grand Theft Auto V prodala nejvíce kopií nejen v sérii, ale celkově v historii společnosti, a s více než 135 miliony prodanými kusy se stala jednou z nejprodávanějších her všech dob.
V březnu 2014 udělila Britská akademie společnosti Rockstar Games cenu BAFTA Academy Fellowship Award za „vytváření detailně vrstvených interaktivních světů, které udržují společnost v popředí herního průmyslu již více než deset let, a to jak kriticky, tak komerčně“. Jennifer Kolbe, který začínal v Take-Two na pozici recepčního, je v Rockstar Games vedoucím vydavatelského oddělení a dohlíží na všechna vývojářská studia. Simon Ramsey je vedoucím oddělení PR a komunikace.
V květnu 2019 Rockstar Games oznámilo, že od společnosti Starbreeze Studios odkoupilo studio Dhruva Interactive za 7,9 milionu dolarů; nákup byl dokončen následujícího měsíce, kdy byl vývojářský tým sloučen do studia Rockstar India. V září téhož roku spustilo Rockstar Games vlastní platformu pro digitální distribuci her. Dan Houser opustil společnost 11. března 2020 poté, co si vzal po vydání hry Red Dead Redemption 2 na začátku roku 2019 delší pauzu.
Rockstar Games odkoupilo v říjnu 2020 skotské studio Ruffian Games, jež následně přejmenovalo na Rockstar Dundee. V květnu 2021 spustil Rockstar ve spolupráci s Circoloco vydavatelství CircoLoco Records.

## Vydané tituly
| Rok  | Název                                                  | Platformy                                                                                                 | Vývojář                                | Zdroje        |
| ---- | ------------------------------------------------------ | --- | -------------------------------------- | ------------- |
| 1999 | Grand Theft Auto: London 1969                          | MS-DOS, Microsoft Windows, PlayStation                                                                    | Rockstar Canada, Runecraft             | [ 28 ]        |
| 1999 | Grand Theft Auto: London 1961                          | MS-DOS, Microsoft Windows                                                                                 | Rockstar Canada                        | [ 29 ]        |
| 1999 | Monster Truck Madness 64                               | Nintendo 64                                                                                               | Edge of Reality                        | [ 30 ]        |
| 1999 | Grand Theft Auto 2                                     | Microsoft Windows, PlayStation, Dreamcast, Game Boy Color                                                 | DMA Design, Tarantula Studios          | [ 32 ] [ 33 ] |
| 1999 | Earthworm Jim 3D                                       | Nintendo 64                                                                                               | VIS Entertainment                      | [ 34 ]        |
| 1999 | Thrasher Presents Skate And Destroy                    | PlayStation                                                                                               | Z-Axis                                 | [ 35 ]        |
| 1999 | Evel Knievel                                           | Game Boy Color                                                                                            | Tarantula Studios                      | [ 36 ]        |
| 1999 | Grand Theft Auto                                       | Game Boy Color                                                                                            | Tarantula Studios                      | [ 37 ]        |
| 2000 | Wild Metal                                             | Dreamcast                                                                                                 | DMA Design                             | [ 38 ]        |
| 2000 | Austin Powers: Oh, Behave!                             | Game Boy Color                                                                                            | Tarantula Studios                      | [ 39 ]        |
| 2000 | Austin Powers: Welcome to My Underground Lair!         | Game Boy Color                                                                                            | Tarantula Studios                      | [ 40 ]        |
| 2000 | Midnight Club: Street Racing                           | PlayStation 2                                                                                             | Angel Studios                          | [ 41 ]        |
| 2000 | Smuggler's Run                                         | PlayStation 2                                                                                             | Angel Studios                          | [ 42 ]        |
| 2000 | Surfing H3O                                            | PlayStation 2                                                                                             | Opus Corp.                             | [ 43 ]        |
| 2018 | Red Dead Redemption 2                                  | Microsoft Windows, PlayStation 4, Xbox One, Stadia                                                        | Rockstar Games                         | [ 44 ] [ 45 ] |
| 2019 | Red Dead Online                                        | Microsoft Windows, PlayStation 4, Xbox One, Stadia                                                        | Rockstar Games                         | [ 46 ] [ 45 ] |
| 2021 | Grand Theft Auto: The Trilogy – The Definitive Edition | Microsoft Windows, Nintendo Switch, PlayStation 4, PlayStation 5, Xbox One, Xbox Series X/S, Android, iOS | Grove Street Games, Video Games Deluxe | [ 49 ]        |
| 2025 | Grand Theft Auto VI                                    | PlayStation 5, Xbox Series X/S                                                                            | bude oznámeno                          | [ 50 ]        |
| tba  | New Max Payne 1&2 Project                              | Microsoft Windows, PlayStation 5, Xbox Series X/S                                                         | Remedy Entertainment                   | [ 51 ]        |

| Hra                                    | Datum vydání           | Platforma |
| -------------------------------------- | ---------------------- | --- |
| Grand Theft Auto V                     | 2013, 2014, 2015, 2021 | PlayStation 3, Xbox 360, PlayStation 4 (2014), Xbox one (2014), Microsoft Windows (2015), PlayStation 5 (2021) |
| Max Payne 3                            | 2012                   | PlayStation 3, Xbox 360, Microsoft Windows, PlayStation 4 (2017), Xbox One (2017)                              |
| L.A. Noire                             | 2011                   | PlayStation 3, Xbox 360, Microsoft Windows                                                                     |
| Red Dead Redemption                    | 2010                   | PlayStation 3, Xbox 360                                                                                        |
| Beaterator                             | 2009                   | PlayStation Portable                                                                                           |
| Midnight Club: Los Angeles             | 2008                   | PlayStation 3, Xbox 360                                                                                        |
| Grand Theft Auto IV                    | 2008                   | PlayStation 3, Xbox 360, Microsoft Windows                                                                     |
| Bully: Scholarship Edition             | 2008                   | Xbox 360, Wii, PlayStation 2, Microsoft Windows                                                                |
| Manhunt 2                              | 2007                   | PlayStation Portable, PlayStation 2, Wii                                                                       |
| Grand Theft Auto: Vice City Stories    | 2006                   | PlayStation Portable, PlayStation 2                                                                            |
| Midnight Club 3: DUB Edition Remix     | 2006                   | PlayStation 2, Xbox                                                                                            |
| Bully (Canis Canem Edit)               | 2006                   | PlayStation 2                                                                                                  |
| Rockstar Games Presents Table Tennis   | 2006                   | Xbox 360, Wii                                                                                                  |
| Grand Theft Auto: Liberty City Stories | 2005                   | PlayStation Portable, PlayStation 2                                                                            |
| The Warriors                           | 2005                   | PlayStation 2, Xbox, PlayStation Portable                                                                      |
| Midnight Club 3: DUB Edition           | 2005                   | PlayStation 2, Xbox, PlayStation Portable                                                                      |
| Grand Theft Auto: San Andreas          | 2004                   | Xbox 360, PlayStation 2, Android, iOS, Microsoft Windows                                                       |
| Grand Theft Auto Advance               | 2004                   | Game Boy Advance                                                                                               |
| Red Dead Revolver                      | 2004                   | PlayStation 2, Xbox                                                                                            |
| Manhunt                                | 2003                   | PlayStation 2, Xbox, Microsoft Windows                                                                         |
| Max Payne 2: The Fall of Max Payne     | 2003                   | PlayStation 2, Xbox, Microsoft Windows                                                                         |
| Midnight Club II                       | 2003                   | PlayStation 2, Xbox, Microsoft Windows                                                                         |
| Grand Theft Auto: Vice City            | 2002                   | PlayStation 2, Xbox, Microsoft Windows, PlayStation Portable, Android, iOS                                     |
| Smuggler's Run Warzones                | 2002                   | Nintendo GameCube                                                                                              |
| State of Emergency                     | 2002                   | PlayStation 2, Xbox, Microsoft Windows                                                                         |
| The Italian Job                        | 2002                   | PlayStation 2, Microsoft Windows                                                                               |
| Grand Theft Auto III                   | 2001                   | PlayStation 2, Xbox, Microsoft Windows, Android, iOS                                                           |
| Max Payne                              | 2001                   | PlayStation 2, Xbox, Game Boy Advance                                                                          |
| Oni                                    | 2001                   | PlayStation 2                                                                                                  |
| Smuggler's Run 2: Hostile Territory    | 2001                   | PlayStation 2                                                                                                  |

Vysvětlivky
1. ↑  Vydáno pouze jako verze hry pro Nintendo 64.[30]
2. ↑  Vyvinulo verzi hry pro Game Boy Color.[31]
3. ↑  Vydáno pouze jako verze hry pro Game Boy Color.[37]
4. ↑  Vydáno pouze jako verze hry pro Dreamcast.[38]
5. ↑  Vyvinulo verzi hry pro mobilní telefony.[47][48]

## Dceřiné společnosti
Rockstar Games spravuje devět vývojářských studií a mezinárodní vydavatelskou dceřinou společnost. Pokud na videohře pracuje více studií Rockstar Games, jsou pak kolektivně označovány jako Rockstar Studios.
| Logo | Název                  | Sídlo              | Založení | Převzetí | Poznámky |
| ---- | ---------------------- | ------------------ | -------- | -------- | --- |
|      | Rockstar Dundee        | Dundee, Skotsko    | 2008     | 2020     | Dříve známé jako Ruffian Games. |
|      | Rockstar India         | Bengalúr, Indie    | 2006     | —        | |
|      | Rockstar International | Londýn, Anglie     | 2013     | —        | Mezinárodní dceřiná společnost vydávající hry Rockstar Games. Sídlí ve stejných prostorách jako Rockstar London.                                                                                 |
|      | Rockstar Leeds         | Leeds, Anglie      | 1997     | 2004     | Vytvořilo hry Grand Theft Auto: Chinatown Wars, Liberty City Stories a Vice City Stories a portovalo L.A. Noire pro Microsoft Windows.                                                           |
|      | Rockstar Lincoln       | Lincoln, Anglie    | 1992     | 2002     | Studio zabývající se zajišťováním jakostí a lokalizací her vydávaných Rockstar Games. |
|      | Rockstar London        | Londýn, Anglie     | 2005     | —        | Dokončilo vývoj her Manhunt 2 a Midnight Club: L.A. Remix. Sídlí ve stejných prostorách jako Rockstar International.                                                                             |
|      | Rockstar New England   | Andover, USA       | 1999     | 2008     | Vytvořilo hru Bully: Scholarship Edition. |
|      | Rockstar North         | Edinburgh, Skotsko | 1987     | 2002     | Odpovědné za herní série Manhunt a Grand Theft Auto. |
|      | Rockstar San Diego     | Carlsbad, USA      | 1984     | 2002     | Odpovědné za herní série Red Dead, Smuggler's Run a Midnight Club. Součástí studia je RAGE Technology Group, tým, jenž se zabývá vývojem a údržbou herního enginu Rockstar Advanced Game Engine. |
|      | Rockstar Toronto       | Oakville, Kanada   | 1981     | 1999     | Vytvořilo hru The Warriors a portovalo Grand Theft Auto IV, The Lost and Damned, The Ballad of Gay Tony a Grand Theft Auto V pro Microsoft Windows.                                              |

### Bývalé
| Logo | Název              | Sídlo             | Založení | Převzetí | Zavření | Poznámky |
| ---- | ------------------ | ----------------- | -------- | -------- | ------- | --- |
|      | Rockstar Vancouver | Vancouver, Kanada | 1998     | 2002     | 2012    | Vytvořilo hru Bully. V červenci 2012 bylo sloučeno do studia Rockstar Toronto.                                                                 |
|      | Rockstar Vienna    | Vídeň, Rakousko   | 1993     | 2003     | 2006    | Portovalo hry pro konzoli Xbox. Bylo uzavřeno v květnu 2006, a to během vývoje hry Manhunt 2, kterou následně převzalo studio Rockstar London. |

## Software

### RAGE
Rockstar Advanced Game Engine (RAGE) je herní engine vyvinutý týmem studia Rockstar San Diego, který byl vytvořen za účelem vyvíjet hry pro herní konzole PlayStation 3, PlayStation 4, PlayStation 5, Xbox 360, Xbox One, Xbox Series X a Series S a Wii a osobní počítače Microsoft Windows a macOS.

### Social Club
Rockstar Games Social Club (Social Club) je online herní služba, kterou spustila v dubnu 2008 společnost Rockstar Games. Služba slouží k autentizaci a vzájemné interakci mezi hráči uvnitř her společnosti.

### Rockstar Games Launcher
Rockstar Games vydalo vlastní platformu pro digitální distribuci her 17. září 2019 pro osobní počítače s Microsoft Windows. Platforma je propojena s uživatelským účtem Social Club a umožňuje hráčům stahovat a kupovat hry skrze obchod Rockstaru. Hráči také mohou spouštět hry Rockstaru, které zakoupili na jiných platformách, jako je například Steam.